# Kazimierz Ziembiński (1887–1963)
Kazimierz Ziembiński (ur. 2 grudnia 1887 w Krakowie, zm. 17 stycznia 1963 w Buenos Aires) – major inżynier pilot Wojska Polskiego, kawaler Orderu Virtuti Militari.

## Życiorys
Syn Stanisława i Augusty z d. Gaździckiej. W 1914 roku ochotniczo zgłosił się do służby w lotnictwie armii carskiej, został skierowany na przeszkolenie w szkołach lotniczych w Petersburgu, Moskwie i w Sewastopolu. Następnie służył w 1. awiacyjnej rocie, w styczniu 1918 roku wstąpił do I Korpusu Polskiego w Rosji. Otrzymał przydział do I polskiego oddziału awizacyjnym tego Korpusu.
Wstąpił do lotnictwa odrodzonego Wojska Polskiego, w grudniu 1918 roku został przydzielony do II bojowej eskadry lotniczej. W marcu otrzymał kolejny przydział do 3. wielkopolskiej eskadry lotniczej, z którą wyruszył w listopadzie 1919 roku do walki na froncie litewsko-białoruskim. Wyróżnił się podczas działań bojowych eskadry w okolicy twierdzy w Bobrujsku. Loty rozpoznawcze, w których brał udział, przyczyniły się do jej zdobycia 29 sierpnia.
W lutym 1920 roku objął funkcję kierownika oddziału „aerofoto” oraz oficera taktycznego eskadry, w dalszym ciągu wykonując loty bojowe. 14 kwietnia, w załodze z kpr. Michałem Dzierzgowskim, stoczył walkę powietrzną z asem sowieckiego lotnictwa Aleksiejem Szyrinkinem. Ze starcia polska załoga wyszła zwycięsko, zmuszająca radziecki myśliwiec do wycofania się z walki. 18 kwietnia brał udział, wspólnie z trzema innymi załogami, w ataku na nieprzyjacielski pociąg pancerny na stacji Krupki, w wyniku którego pociąg został uszkodzony.

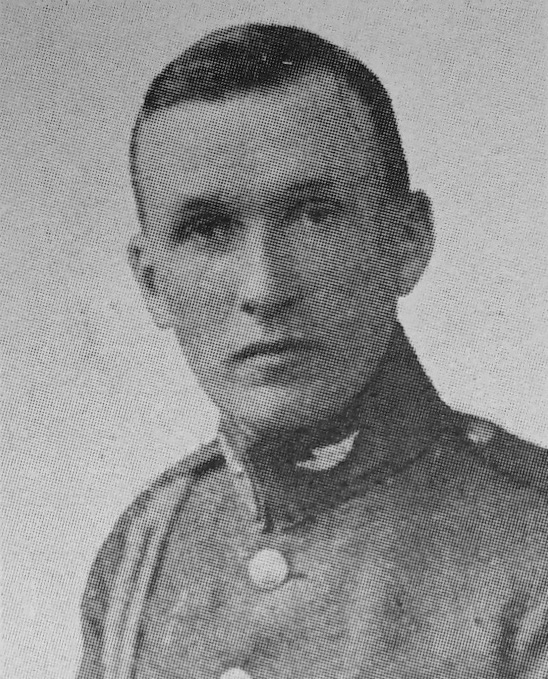
Kazimierz Ziembiński ppor. pilot (1920)

W sierpniu 1920 r. został przeniesiony do 13. eskadry myśliwskiej, w ramach której wykonywał loty bojowe. W listopadzie jego jednostka została przeniesiona do Bydgoszczy. Na przełomie kwietnia i maja 1923 roku przeszedł kurs pilotażu w Wyższej Szkole Lotniczej w Grudziądzu, a w maju 1923 roku otrzymał przydział do 3. pułku Lotniczego. W sierpniu otrzymał awans na stanowisko dowódcy 111. eskadry myśliwskiej. 12 kwietnia 1927 roku został mianowany majorem ze starszeństwem z 1 stycznia 1927 roku i 1. lokatą w korpusie oficerów lotnictwa. W listopadzie tego roku został przeniesiony z Departamentu Lotnictwa Ministerstwa Spraw Wojskowych do Komisji Nadzoru Technicznego Lotnictwa w Warszawie. W kwietniu 1929 został przeniesiony do Wojskowego Zakładu Zaopatrzenia Aeronautyki na stanowisko kierownika wydziału lotnisk, ale w lipcu tego roku został zwolniony ze stanowiska i oddany do dyspozycji kierownika Wojsk. Zakł. Zaop. Aer. W sierpniu 1929 został przeniesiony do Centrum Wyszkolenia Oficerów Lotnictwa w Dęblinie na stanowisko kwatermistrza. Z dniem 7 stycznia 1930 został przydzielony na trzymiesięczny kurs oficerów sztabowych lotnictwa przy Wyższej Szkole Wojennej w Warszawie. Z dniem 31 października 1930 roku został przeniesiony w stan spoczynku.
Pod koniec 1936 wyjechał do Hiszpanii, gdzie pośredniczył w sprzedawaniu polskiej broni wojskom gen. Francisco Franco. Oficjalnym powodem wyjazdu była techniczna obsługa zakupionych PWS-10, nieoficjalnienie Ziembiński miał się zająć pozyskaniem sprzętu lotniczego produkcji ZSRS. Ostatecznie misja zakończyła się niepowodzeniem, strona frankistowska przekazała zdobyczny sprzęt przedstawicielom Niemiec i Włoch.
Po zakończeniu kampanii wrześniowej przedostał się do Wielkiej Brytanii i wstąpił do RAF. Otrzymał numer służbowy P-1077, służył w 300. dywizjonie bombowym.
Po zakończeniu II wojny światowej nie zdecydował się na powrót do Polski, pozostał na emigracji. Zmarł 17 stycznia 1963 roku w Buenos Aires i został tam pochowany; jego symboliczny grób znajduje się również na cmentarzu Powązkowskim w Warszawie (kwatera 26, rząd 1, miejsce 17, 18).

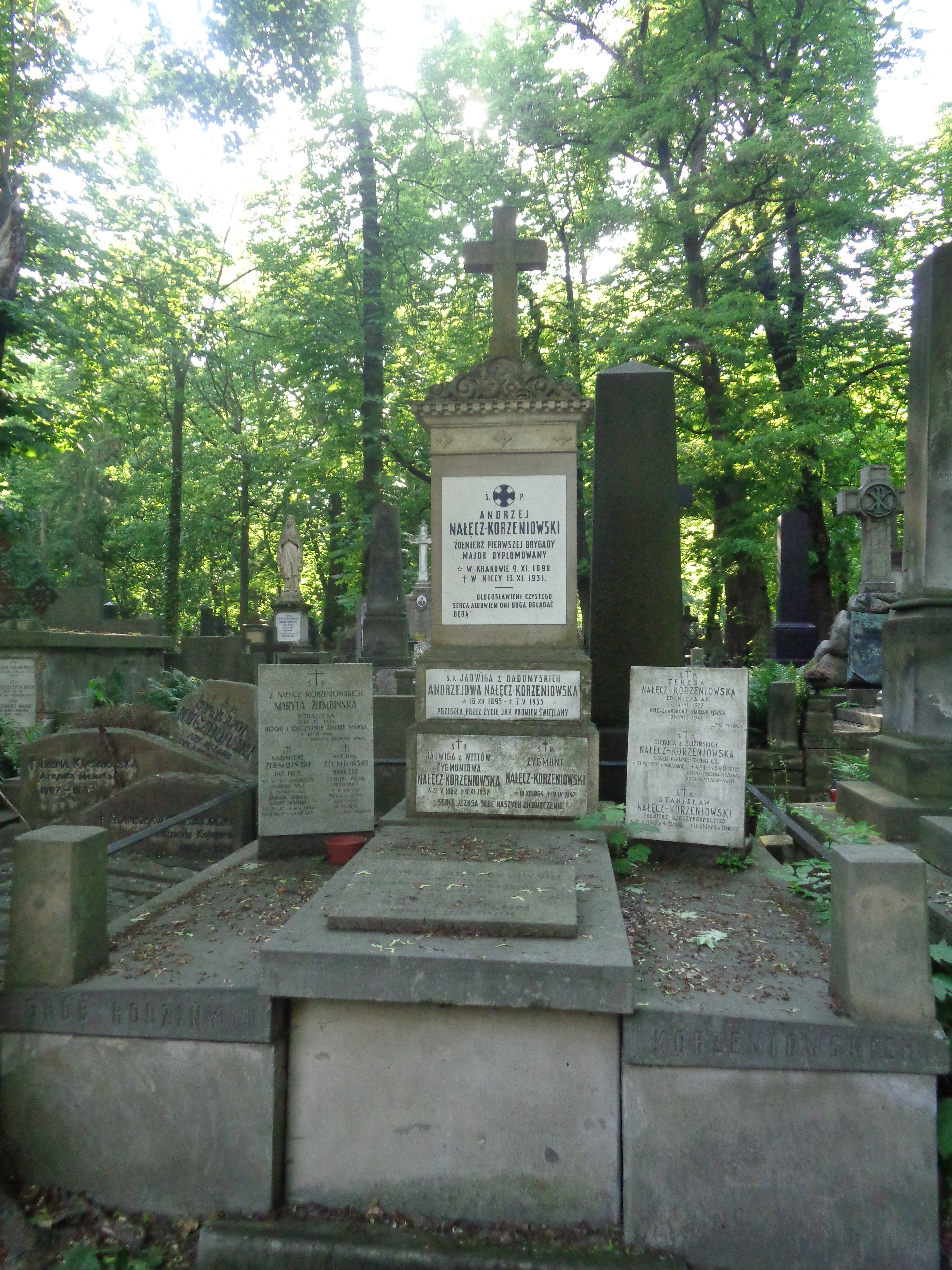
Grób Nałęcz-Korzeniowskich i Ziembińskich na cmentarzu Powązkowskim

## Ordery i odznaczenia
- Krzyż Srebrny Orderu Wojskowego Virtuti Militari nr 3237[2][19] – 8 kwietnia 1921[20][21]
- Krzyż Walecznych dwukrotnie[10][22]
- Medal Lotniczy – czterokrotnie[17]
- Polowa Odznaka Pilota nr 27 60 – 11 listopada 1928 roku „za loty bojowe nad nieprzyjacielem w czasie wojny 1918-1920”[23]